# 德国东非公司
德国东非公司（德語：Deutsch-Ostafrikanische Gesellschaft，缩写为DOAG）是一个特许殖民组织，它是德属东非的前身，而后者最终包括了现代坦桑尼亚，莫桑比克，肯尼亚，卢旺达和布隆迪地区的领土。此公司于1884年作为德意志殖民协会（德语：Gesellschaft für deutsche Kolonisation）的一部分而建立，最初仅旨在非洲进行贸易。该组织起初于1885年在今肯尼亚海岸建立保护国，其后更在同年4月与桑给巴尔苏丹哈利法·本·赛义德签订协议租借桑给巴尔岛对岸沿海地带50年。公司试图在其领地进行行政管理的措施导致了在坦桑尼亚沿海地区的大规模反抗，于是该公司只能在德国海军的帮助下占领并固守滨海地区的达累斯萨拉姆和巴加莫约；而到了1889年，它不得不请求德国政府的援助来镇压叛乱；1891年，公司已无法处理殖民地的行政事务，于是将其下辖领地卖给德国中央政府，开启了德意志帝国在这片土地上的直接统治。然而，公司在这之后起初仍在进行许多殖民活动，包括采矿，建立种植园与铁路，成立银行与铸造等，其后才同意全权交予德国殖民政府和其他组织管理。它随后作为土地公司运营，直到第一次世界大战之后德属东非被瓜分，并在1920年解散。

## 建立与公司的活动

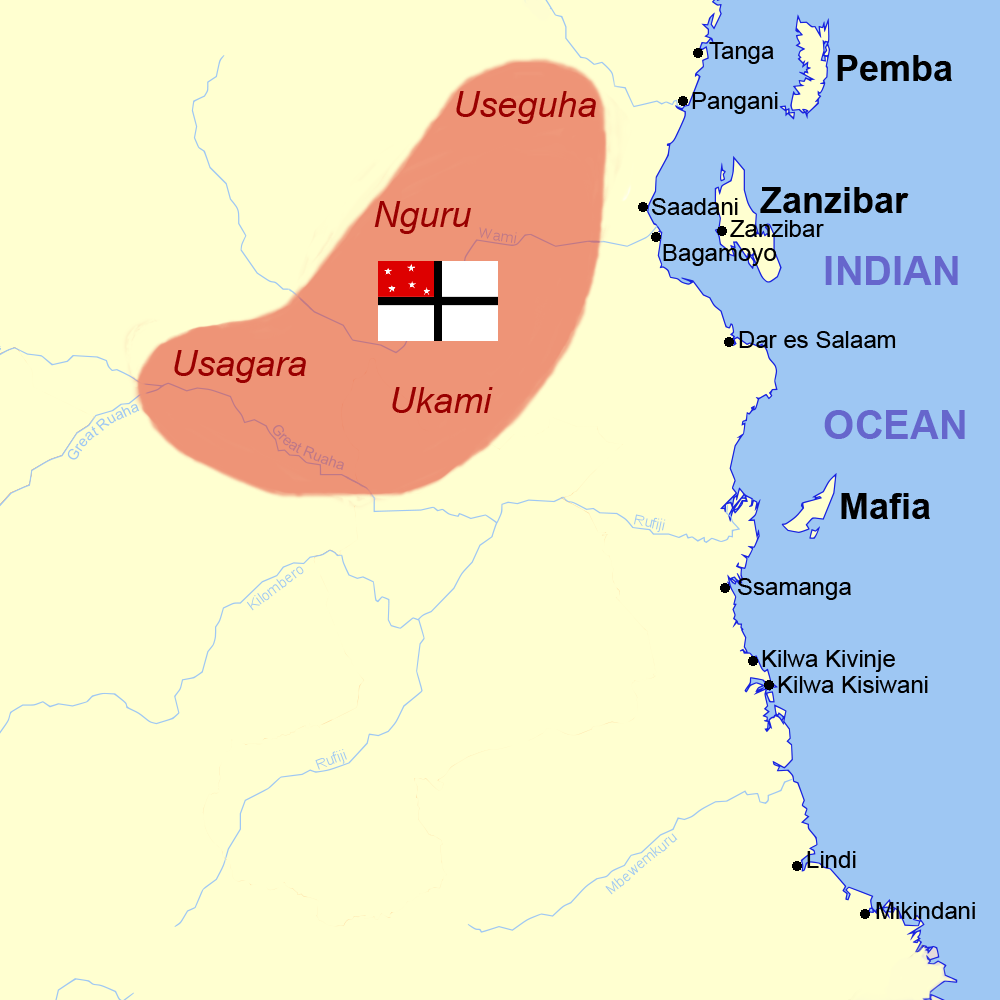
德国东非公司在1885年所宣称的第一片领土“Petersland”。

德国东非公司成立的原因很大程度上出于国内政治需要。德意志的帝国主义是在1850年代由于工业化导致经济增长致使商人远离本土寻求商业前景而激发的。19世纪晚期，一个新统一的德国如果要成为世界领先的帝国，就必须参与海外的探索和扩张。德意志帝国作为一个兼具买卖商品的能力，以工业与制造业为主的大国，她必须确保对其资源的保护。出于此想法的推动，许多人，包括经济学家古斯塔夫·舒姆勒（Gustav Schmoller）均渴望建立一个庞大的海军舰队以促进殖民扩张。据统计，至1900年代，全球各地有2000万人移民至德意志帝国境内，殖民地因而成为了能够安置人口的优良土地；德国领导层亦致力向民众展示帝国主义与工业化如何带给了民众福利。非洲的财富更吸引了德国的注意。非洲是能够找到自然资源与大量消费者的土地：在世纪之交，狩猎野生动物是一种潮流，而非洲恰好能满足这种需求；而土著居民也被某些观点认为是非洲最重要的资源。
公司在其辖地及往后德属东非领土内进行各种殖民活动，其中包括各地均有进行的采矿；但从事铁路建设的人更甚于采矿者。据资料显示有13000-16000人从事铁路建设，而仅有3000人进行采矿。公司亦出口许多不同种类的商品至欧洲，例如咖啡与橡胶。铁路的建设亦使得公司大量砍伐当地的树木。

## 相关人物

### 卡尔·彼得斯

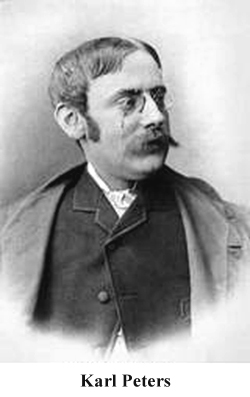
卡尔·彼得斯，德国东非公司的主要创始人之一。

卡尔·彼得斯于1856年9月27日生于汉诺威王国阿姆特诺伊豪斯。彼得斯被授予大学奖学金，在大学进修历史，哲学与法律，往后成为一名记者。一段时间之后，彼得斯逐渐对殖民感兴趣，并促使他成为德国东非公司的主要创始人之一。他对公司做出的重大贡献使得他成为广为人知的探险家，例如他展现口才说服土著人民给予土地予公司进行殖民活动。他亦懂得软硬兼施，时常通过穿着令人印象深刻的服装，悬挂鲜艳的旗帜并发射枪炮弹以迫使土著居民就范。在德国中央政府接手殖民地后，彼得斯成为了该地区的行政官，直至其因残酷对待土著居民而被解雇。他被当地人称为“Mkono wa Damu”（斯瓦希里语，意为“手中有血之人”或“血手”），也因此被判有罪，尽管此判决受到了德国媒体的批评。对土著人的残暴行径致使他终止了本可以成功的职业生涯，在公众眼里失去了威望，且失去了历史学家对其的关注，尽管仍有几条大街以他的名字命名。

### 赫尔曼·冯·韦斯曼

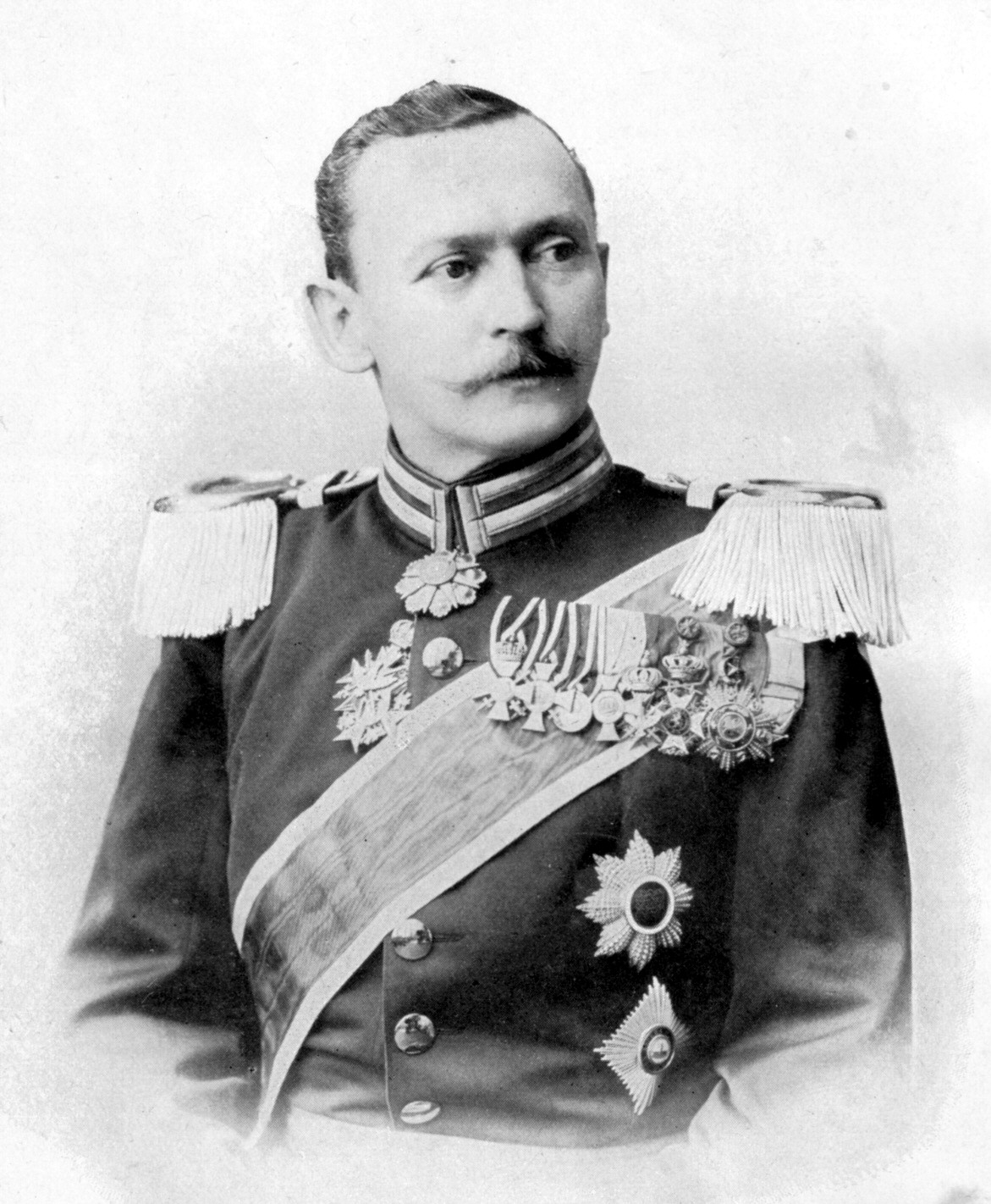
赫尔曼·冯·韦斯曼（1853-1905），曾任德属东非总督。

赫尔曼·冯·韦斯曼于1853年9月4日出生于普鲁士王国奥得河畔法兰克福。他曾加入陆军，并在四年后成为一名中尉。韦斯曼后来参与了一次致使他被判入狱的决斗，但塞翁失马焉知非福，他随后遇到了一位非洲探险家，促使他前往非洲。在非洲，韦斯曼与探险家一起为德国东非公司效力并获得认可。当一次土著起义爆发后，韦斯曼凭借他娴熟的军事背景成为了镇压反叛的主力。随后，他以成功的军事行动在短时间内迅速压制了反叛的声浪，并恢复了公司对属土的统治。在反叛平息后，他在德属东非继续进行殖民活动。与彼得斯完全相反，韦斯曼被据称尊重土著居民的习俗：他坚持公正对待土著居民，尊重当地习俗，他本人亦在交流中使用斯瓦希里语。因此，他被部分人认为是“德国最伟大的非洲人”，几座关于他的纪念碑也因此建立。

### 尤里乌斯·冯·索登
尤里乌斯·冯·索登于1846年生于符腾堡王国路德维希堡，并曾担任过德属喀麦隆与德属东非的总督。尽管他并未得到高度认可，但他确实为德属东非带来了重要的建设：学校系统。1892年，他在德属东非建立了第一所学校。索登认为，一个不受任何宗教势力影响的男性学校将改善德国人在殖民地的形象。索登在任内并未强迫土著居民劳作，或剥夺他们的土地；相反，他给殖民地带来了积极影响，亦促进了殖民地的自然发展。

### 爱德华·冯·利博特
与索登的角色相似，爱德华·冯·利博特也在德属东非进行基础建设。在利博特的指导下，德属东非建立并发展了医院，公共设施与铁路等。铁路在这些基础设施之中可谓首当其冲。德属东非能够生产大量过剩农产品，在铁路的支持下这些物资能够被运往市场。铁路在当时对于工业发展必不可少；所以在德国殖民政府的贡献下，德属东非开始在工业化程度上超越邻近的其他殖民地。

### 汤姆·冯·普林斯
汤姆·冯·普林斯于1866年生于英属毛里求斯殖民地的路易港，父亲为毛里求斯殖民地的警察总监，母亲则来自普鲁士王国的西里西亚省。普林斯在父亲死后随母亲回到了西里西亚，并被母亲送进了一个普鲁士年轻男性贵族学院。当时由于欧洲几无战火，普林斯随即加入了韦斯曼的帝国殖民地兵团（Kaiserlich Schutztruppe），并开始把自己当作英雄。在1890年，普林斯成为殖民地兵团的一名中尉。当时，德属东非的赫赫族人不断攻击德国殖民者，并一度造成了德属东非殖民地兵团总司令艾米尔·冯·泽勒夫斯基与一众士兵阵亡；于是普林斯接到任务被送往殖民地内陆的尼亚撒湖。他在这里遇到了韦斯曼，韦斯曼随即把手下的狩猎向导指派给了普林斯。他们三人带领数百名赫赫族的敌对部落族人在赫赫族人最常袭击殖民者的地点将其包围。

### 其他人员
尽管上述人员都对公司做出了贡献，但广大其他人员的贡献也是必不可少的。与殖民总督一样，那些奋斗在前线的士兵与探险家们也做出了不可磨灭的贡献。